# Günter Bechly
Günter Bechly (født 16. oktober 1963 i Sindelfingen, død 6. januar 2025) var en tysk palæontolog og entomolog, som arbejdede med insektfossiler, herunder særligt guldsmede. Han var fra 1999 til 2016 videnskabelig kurator for rav og fossile insekter ved statens naturhistoriske museum i Stuttgart – Staatliche Museum für Naturkunde Stuttgart.

## Uddannelse
Bechly studerede biologi ved universitetet Hohenheim fra 1987 til 1991, og zoologi, parasitologi og palæontologi ved universitetet Tübingen fra 1991 til 1994. Han tog diplom hos Gerhard Mickoleit i guldsmedevingens morfologi og erhvervede i 1999, med højeste udmærkelse, sin PhD i guldsmedens fylogenetiske historie. Samme år begyndte han sit virke som kurator ved naturhistorisk museum i Stuttgart – en stilling han havde indtil 2016.

## Forskning
Tyngden i Bechlys arbejde lå i guldsmedefossiler fra alle perioder, guldsmeden og andre flyvende insekters udvikling og fylogenetisk historie. Han arbejdede også med insekter fra Soinhofener Plattenkalke samt diverse ravinklusioner. Bechly beskrev 167 nye arter. Han opnåede international opmærksomhed for sin beskrivelse af den ny insektorden Coxoplectoptera (chimera wings).

## Arbejde
Som kurator ved naturhistorisk museum i Stuttgart var Bechly projektleder for særudstillingen "Der Fluss des Lebens – 150 Jahre Evolutionstheorie" i 2009, som med mere end 90.000 besøgende blev Darwin-årets største udstilling i Tyskland. Han optrådte i sin egenskab af videnskabsmand på flere tyske TV-stationer. I 2016 medvirkede han i intelligent design-filmen Revolutionary. Bechly blev i 2015 tilhænger af intelligent design-hypotesen, som hævder at visse egenskaber ved levende organismer bedst lader sig forklare med intelligens som kausalitet. Han har siden 2016, som Senior Fellow, været tilknyttet Discovery Institute i Seattle og dets tilhørende laboratorium Biologic Institute i Redmond. Bechly har, sammen med dr. Stephen Meyer, bidraget med et kapitel til bogen “Theistic Evolution: A Scientific, Philosophical, and Theological Critique”, udgivet i 2017.

## Privat
Bechly var gift (2005) med Luise Bechly og fik sønnerne Lukas Hendrik og Niklas Erik Ansgar. Bechly interesserer sig for emner som filosofi, teologi og politik.

## Eponymer
Følgende arter og familier er opkaldt efter Günter Bechly :
- Bechlyidae Jarzembowski & Nel, 2002 (monotypisk familie af Protozygoptera fra Sen Karbon)

- Bechlya ericrobinsoni Jarzembowski & Nel, 2002 (den ældste kendte vandnymfe, fra Sen Karbon i England)

- Gorgopsidis bechlyi Wunderlich, 2004 (springedderkop fra baltisk rav).

- Colossocossus bechlyi Menon & Heads, 2005 (cikade fra Crato-formationen, en tidlig kridtidsaflejring i Brasilien ).

- Protobaetisca bechlyi Staniczek, 2007 (døgnflue fra Crato-formationen).

- Carventus bechlyi Heiss & Poinar, 2012 (barktæge fra dominikansk rav)

- Cretevania bechlyi Jennings, J.T., Krogmann, L. & Mew, S.L., 2013 (snyltehveps fra burmesisk rav)